# Куля Венгард
Куля Венгард (англ. Vanguard Balloon, Авангард — передовий) — інша назва 30-inch Sphere (30-дюймова сфера) — надувна куля для вимірювання щільності атмосфери Землі, невдало запущена за програмою Венгард. Одночасно було запущено Венгард SLV-5.
14 квітня 1959 року о 02:49:46 UTC при розділенні ступенів другий ступінь зіштовхнувся з першим, що змінило напрям руху і ступінь з апаратами впав в Атлантичний океан.